# Atrichopogon yoshimurai
Atrichopogon yoshimurai är en tvåvingeart som beskrevs av Tokunaga 1940. Atrichopogon yoshimurai ingår i släktet Atrichopogon och familjen svidknott. Inga underarter finns listade i Catalogue of Life.